# Möss och människor (1992)
Möss och människor (engelska: Of Mice and Men) är en amerikansk dramafilm från 1992 i regi av Gary Sinise och med John Malkovich och Sinise själv i huvudrollerna. Filmen är den tredje filmatiseringen av John Steinbecks roman med samma titel från 1937.

## Rollista
| John Malkovich    | – Lennie Small          |
| Gary Sinise       | – George Milton         |
| Ray Walston       | – Candy                 |
| Casey Siemaszko   | – Curley                |
| Sherilyn Fenn     | – Curleys fru           |
| Noble Willingham  | – Chefen                |
| John Terry        | – Slim                  |
| Mick Suarez Roe   | – Carlson               |
| Joe Morton        | – Crooks                |
| Mark Boone Junior | – Bussföraren           |
| Moira Harris      | – Kvinna i röd klänning |
| Alexis Arquette   | – Whit                  |